# المفضل المغوتي
المفضل المغوتي (1940 - 2021)، هو طيار مغربي،  اتهم بالمشاركة في الانقلاب العسكري في المغرب عام 1972 ليتم نقله إلى سجن تازمامرت.
المفضل المغوتي مولود سنة 1940 بمدشر ماغو بجماعة باب تازة في إقليم شفشاون، التحق بالطيران سنة 1961، ومن ثم رحل إلى قاعدة وليامز الأمريكية سنة 1965، إلى حين عودته إلى القاعدة الجوية في القنيطرة سنة 1967. ارتبط اسمه بالعملية الانقلابية الفاشلة لعام 1972 على الملك الحسن الثاني، كان واحدا من الضباط الذين أقلعوا بطائراتهم الحربية ليقوموا بدورة استكشافية فوق مطار الرباط سلا، كان مخطط إسقاط الطائرة الملكية قد فشل.

## وفاته
```
وافته المنية، يوم الجمعة 
8 يناير
 
2021
، عن عمر يناهز 81 سنة، بعد حياة حافلة قضى جزء مهما منها في غياهيب المعتقل الرهيب “
تازمامرت
”.
[
2
]
```

## من مؤلفاته
- كتاب: “ويعلو صوت الآذان من جحيم تازمامارتّ” (هو بطل مذكرات، التي أصدرها الصحفي والكاتب بلال التليدي سنة 2009، ويحكي من خلالها تجربة السجناء الذين جز بهم في غياهب معتقل “تازمامرت” الرهيب، إثر المحاولة الإنقلابية الثانية ضد الملك الراحل الحسن الثاني).[3]